# Leví ben Abraham
Leví ben Abraham (Vilafranca de Conflent entre 1240 /1250-prop d'Arle, Provença, poc després de 1315) va ser un rabí, matemàtic, astrònom jueu actiu a la meitat del segle xiii. Va ser descendent d'una família d'estudiosos. El seu pare, Abraham ben Hayyim, va ser un poeta sinagogal, i rabí a Narbona, que va abandonar aquell lloc cap al 1240 per finalment anar a Vilafranca de Conflent. L'oncle de Levi Reuben ben Hayyim, també, com el seu avi, era un erudit. Un fill d'aquest Reuben ben Hayyim era, probablement, Samuel ben Reuben de Besers, que va prendre partit per Levi, encara que en va, en el seu conflicte amb el partit ortodox a la Provença. El mateix Levi va ser l'avi matern del filòsof Leví ben Guerson de Banhòus de Céser. Fou cèlebre per les seues dues enciclopèdies Battei ba-Nefesb ve-ba-Lebasbim (Flascons de perfum i amulets) i Livyat Hen (Corona de gràcia) i el seu tractat d'astronomia.